# James Wigley
James Vandeleur Wigley (1918-1999) foi um pintor australiano.
Wigley estudou na School of Fine Arts em North Adelaide com F. Millward Grey. Durante o ano de 1939 passou muito do seu tempo com o seu amigo de escola, o antropólogo Ronald Berndt, em Murray Bridge, onde completou uma série de retratos do povo local.

## Coleções
- National Gallery of Australia, ACT
- National Gallery of Victoria
- Art Gallery of Western Australia
- Bendigo Art Gallery
- Castlemaine Art Gallery
- Newcastle Art Gallery
- McClelland Gallery, Melbourne
- Artbank, New South Wales